# Apodemus argenteus
Espèce
Statut de conservation UICN

 LC  : Préoccupation mineure
Le mulot argenté (Apodemus argenteus) ou petit mulot du Japon, est un petit rongeur de la famille des Muridés endémique du Japon. En japonais, cette espèce est désignée sous le nom de Hime-nezumi (姫鼠 ; ヒメネズミ, « souris-princesse »).

## Morphologie
La longueur tête-corps est de 65 à 100 mm, la longueur de la queue de 70 à 110 mm, la longueur des pattes postérieur est de 18 à 21 mm, et le poids de 10 à 20 g. Le pelage est brun sur le dos et blanc sur le ventre. Il ressemble au mulot distingué (Apodemus speciosus), mais il s'en distingue par une queue légèrement plus longue que la longueur tête-corps et par une longueur des membres postérieurs généralement inférieures à 20 mm. Cependant, il est difficile de le différencier d'un jeune mulot distingué ; une distinction précise nécessite une comparaison de la forme des plaques masticatrices du crâne. D'autres critères incluent la longueur du crâne ainsi que les rapports entre la longueur de la queue et celle du pied postérieur. Une méthode simple d'identification consiste à mesurer le rapport entre la largeur maximale et minimale interoculaire ainsi que le diamètre oculaire.

## Écologie
Il habite les zones boisées, depuis les basses terres jusqu'aux zones montagneuses. Grâce à sa longue queue, il peut maintenir son équilibre et courir sur des lianes ou des fines branches, ce qui lui permet également de vivre en hauteur. Il est nocturne et se nourrit principalement au sol de graines et de fruits tels que des glands, mais il chasse également des insectes. Lorsque leurs régimes alimentaires et habitats se chevauchent, il est souvent en compétition face au mulot distingué, auquel il est désavantagé, en raison de sa plus petite taille. Il en est cependant généralement préservé de par sa capacité à grimper aux arbres, contrairement à son cousin plus gros, lui permettant d’occuper une niche écologique spécifique. Il creuse des terriers au sol, mais peut aussi utiliser des cavités creusées dans le bois ou bien des nichoirs artificiels en y apportant des feuilles mortes pour y faire son nid.
La période de reproduction varie selon la région, avec certaines populations se reproduisant une fois par an et d'autres deux fois. Chaque portée compte entre 2 et 9 petits, avec une moyenne d'environ 4, bien qu'à Hokkaidō, cette moyenne soit légèrement plus élevée, atteignant 6,2 petits.